# Finländska mästerskapet i fotboll 1923
Finländska mästerskapet i fotboll 1923 vanns av HJK Helsingfors.

## Finalomgång

### Semifinaler
| KuPS Kuopio | HJK Helsingfors | 0-8 |
| TPS         | TaPa Tampere    | 3-1 |

### Final
| HJK Helsingfors | TPS | 3-1 |

- HJK Helsingfors finländska mästare i fotboll 1923.